# 三苄糖苷
三苄糖苷 (INN：tribenoside，TBS)，旧称三苄葡甙，是由两种光学异构体（α体和β体）组成的混合物，为一种毛细血管保护剂，具有抗炎、抗毒素、治愈创伤组织及较弱的镇痛作用，与神经鞘氨醇合用可有效预防革兰阴性及阳性菌的感染。由加拿大Ciba-Geigy于20世纪50年代开发。现常用于治疗痔疮。
已证明三苄糖苷会诱发与人巨细胞病毒再激活相关的药物超敏反应综合征反应